# 사일런트 서클
사일런트 서클(독일어: Silent Circle)은 1985년 서독에서 결성된 독일 유로디스코 밴드이다.